# Hippelates selectus
Hippelates selectus är en tvåvingeart som beskrevs av Becker 1912. Hippelates selectus ingår i släktet Hippelates och familjen fritflugor. Inga underarter finns listade i Catalogue of Life.